# فنادق ومنتجعات هيلتون
فنادق ومنتجعات هيلتون (بالإنجليزية: Hilton Hotels & Resorts)‏  (المعروفة سابقا باسم فنادق هيلتون). هي سلسلة عالمية من الفنادق والمنتجعات، ذات الخدمة الكاملة، وهي العلامة التجارية الرائدة في هيلتون العالمية. تأسست الشركة الأصلية بواسطة كونراد هيلتون في عام 1919، وهي مملوكة الآن من قبل هيلتون العالمية. وتمتلك فنادق هيلتون إما عن طريق الإدارة أو تلزيمها لشركات مستقلة من قبل هيلتون العالمية. في عام 1943، أصبحت فنادق هيلتون أول سلسلة فندقية تغطي الولايات المتحدة من الساحل إلى الساحل. واعتبارا من عام 2010، كان هناك أكثر من 530 فندق هيلتون منتشرة في جميع أنحاء العالم وفي 78 دولة عبر قارات العالم الست.

## نظرة عامة
فنادق ومنتجعات هيلتون هي العلامة التجارية الرائدة لهيلتون وواحدة من أكبر العلامات التجارية للفنادق في العالم. تستهدف العلامة التجارية كلاً من رجال الأعمال والسياح الذين لديهم مواقع في مراكز المدن الرئيسية، بالقرب من المطارات ومراكز المؤتمرات ووجهات العطلات الشهيرة حول العالم.
تشارك فنادق ومنتجعات هيلتون في هيلتون أونورز، برنامج ولاء الضيوف من هيلتون. يحصل الأعضاء الذين يحجزون مباشرة من خلال القنوات المملوكة لشركة هيلتون على خصومات ووسائل راحة حصرية مثل خدمة الواي فاي المجانية، وتسجيل الوصول الرقمي، والدخول بدون مفتاح، والقدرة على استخدام تطبيق الهاتف لاختيار غرف معينة.

## التاريخ
أسس كونراد هيلتون سلسلة الفنادق في عام 1919 ، عندما اشترى أول عقار له، فندق موبلي، في سيسكو، تكساس. كان أول فندق يحمل اسم هيلتون هو فندق دالاس هيلتون، وهو مبنى شاهق تم افتتاحه في دالاس، تكساس عام 1925.
مع الانتهاء من بناء فندق هيلتون بيروت، كان من المقرر افتتاح الفندق في 14 أبريل 1975 ، لكن الحرب الأهلية اللبنانية اندلعت قبل يوم واحد بالضبط من تاريخ الافتتاح الكبير في 13 أبريل.  لم يُفتح الفندق أبدًا وتعرض لأضرار بالغة خلال الحرب، وهُدم المبنى في أواخر التسعينيات.  ومع ذلك، تم إنشاء فندق مختلف لاحقًا، تحت اسم «هيلتون بيروت جراند حبتور»، في الضاحية الشرقية المجاورة.  لاحقًا، اشترت سلسلة هيلتون فندق متروبوليتان المواجه مباشرةً لفندق جراند حبتور وأطلق عليه اسم «هيلتون متروبوليتان».[بحاجة لمصدر]
في مارس 2018، افتتحت هيلتون أول فندق لها في صربيا.  إنه فندق أربع نجوم يقع في بلغراد.
في نوفمبر 2019، افتتحت هيلتون أول فندق لها في أوزبكستان، وهو فندق خمس نجوم يقع في طشقند.

## وصلات خارجية
- الموقع الرسمي